# Show da Fé
Show da Fé é um programa de televisão brasileiro, apresentado por R. R. Soares, fundador da Igreja Internacional da Graça de Deus. Exibido desde 1 de dezembro de 1997, atualmente vai ao ar em três emissoras, com destaque no horário nobre de uma delas, atualmente, da RedeTV!. É o programa brasileiro de maior extensão global, chegando a países de quase todos os continentes. Tem seu conteúdo veiculado também no Canal Show da Fé, da operadoras de TV por assinatura Nossa TV e RIT, que pertencem à denominação.
O programa estreou em 2015 no formato de vídeo HDTV.[carece de fontes?]

## História

### Como surgiu
Um sonho antigo surgiu em R. R. Soares, que desde criança queria um programa religioso na TV. Em 1 de janeiro de 2003, o programa passou a ser exibido na Rede Bandeirantes, no horário das 21-22hs. Na RIT, começou a ser exibido desde a sua fundação, sendo um dos principais programas da emissora.

### Quadros
O programa Show da Fé mostra quadros como: Novela da Vida Real, O Missionário Responde, Abrindo o Coração e Momento Nossa TV. Ao final, é realizada a Oração da Fé.

### Música
Cantores gospel, geralmente da gravadora Graça Music, participam das gravações, como Márcio Alves, que faz a abertura dos programas liderando a parte musical, e também a banda Trazendo a Arca, em 2011, que divulgou o álbum Entre a Fé e a Razão.

### Quase fora da Band
Em 2010, seu programa na Band teve redução de duração. Era de 60 minutos, mas foi alterado para 25. Insatisfeita com a baixa audiência que o programa gerava para as atrações seguintes, a Band desejou retirar o programa do ar. À época, R. R. Soares criticou a veracidade das informações divulgadas pelo Ibope. Nas negociações, foi deixado claro que as chances do programa continuar na emissora eram remotas, sendo que a grade de programação de 2012 foi divulgada sem o programa. Todavia, R. R. Soares conseguiu renovar o contrato do programa por mais 5 anos.
Após a renovação, houve frustração das equipes de jornalismo e direção artística da emissora. No entanto, segundo divulgação, é o quinto programa de maior audiência da emissora.
Em junho de 2021, o colunista Augusto Tenório do Jornal do Commercio, noticiou que o missionário R. R. Soares pagava mensalmente 15 milhões de reais à Band, para manter o show da fé na sua grade de programação.

### Saída definitiva da Band
No dia 29 de julho de 2021, é anunciado que a Rede Bandeirantes estaria negociando um acordo com o R. R. Soares para a exibição do seu programa nas madrugadas de segunda a sexta. O motivo é a contratação de Fausto Silva para a estreia do Faustão na Band, que ocuparia o horário das 20h30 ás 22h45. No entanto, as negociações não foram em frente e em 23 de dezembro, é anunciada a saída definitiva do programa após 18 anos ocupando a faixa nobre da Band. A última exibição aconteceu dia 31 de dezembro e já no dia 1º de janeiro de 2022, a faixa do programa foi ocupada pela programação própria da Band.
Em janeiro de 2022, a Band prometeu que o programa retornaria a grade, mas sem especificar uma data.
Em 24 de janeiro, o missionário R. R. Soares insatisfeito por ter saído da programação da Band, decide retirar os canais BandNews TV e Arte 1 da programação de sua operadora Nossa TV.

### Retorno à Band
No dia 14 de julho de 2022, foi anunciado que a atração voltaria a ser exibida na Band a partir de agosto, das 6 às 8h da manhã, fazendo com que o jornal local Bora SP seja extinto da grade. O motivo é o fato da emissora não ter alguma arrecadação suficiente, mesmo com o retorno financeiro de atrações como o Faustão na Band. A volta ocorreu no dia 1.º de agosto, sendo exibido pela Band SP e praças sem programação local.
Em 18 de setembro de 2023, o Show da Fé deixou de ser transmitido nas manhãs da TV Bandeirantes São Paulo. A alteração ocorreu sem aviso prévio. Em substituição ao Show da Fé, a emissora começou a exibir programas jornalísticos. No mesmo dia em que o programa Show da Fé foi retirado do ar, surgiram notícias de que a Igreja da Graça não havia efetuado o pagamento à Rede Bandeirantes pelo espaço na grade de programação. No entanto, o Grupo Bandeirantes refutou essas alegações, afirmando que o missionário R. R Soares havia notificado a direção com 90 dias de antecedência sobre a não renovação do contrato, encerrando assim a parceria.
Em 15 de julho de 2024, o programa voltou a ser exibido no horário nobre da Band, após dois anos e meio fora da faixa. A transmissão voltou a ser das 21h20 às 22h15, ocupando parte do tempo anteriormente dedicado ao programa Melhor da Noite, que teve sua duração reduzida em 40 minutos.

## Quadros

### Novela da Vida Real
Nesta programação, mostra-se o testemunho de pessoas que contam como eram suas vidas antes e depois e como elas se tornaram através de alguma mudança, sempre relacionada ao evangelho.

### O Missionário Responde
Já neste quadro, pessoas de todo o credo fazem perguntas relacionadas à Bíblia, ou outros assuntos ao apresentador. Às vezes as perguntas são impróprias, mas as respostas são bem elaboradas.

### Abrindo o Coração
Pessoas, que geralmente passam por problemas, contam isso publicamente e pedem uma orientação.

### Missões em Foco
O programa mostra eventos e cultos realizados pela IIGD no Brasil e no mundo.

### Momento Nossa TV
Mostra depoimentos de pessoas que tiveram seus lares transformados após assinarem a Nossa TV, serviço de TV por assinatura de propriedade da IIGD.

## Emissoras

### TV aberta e rádio FM

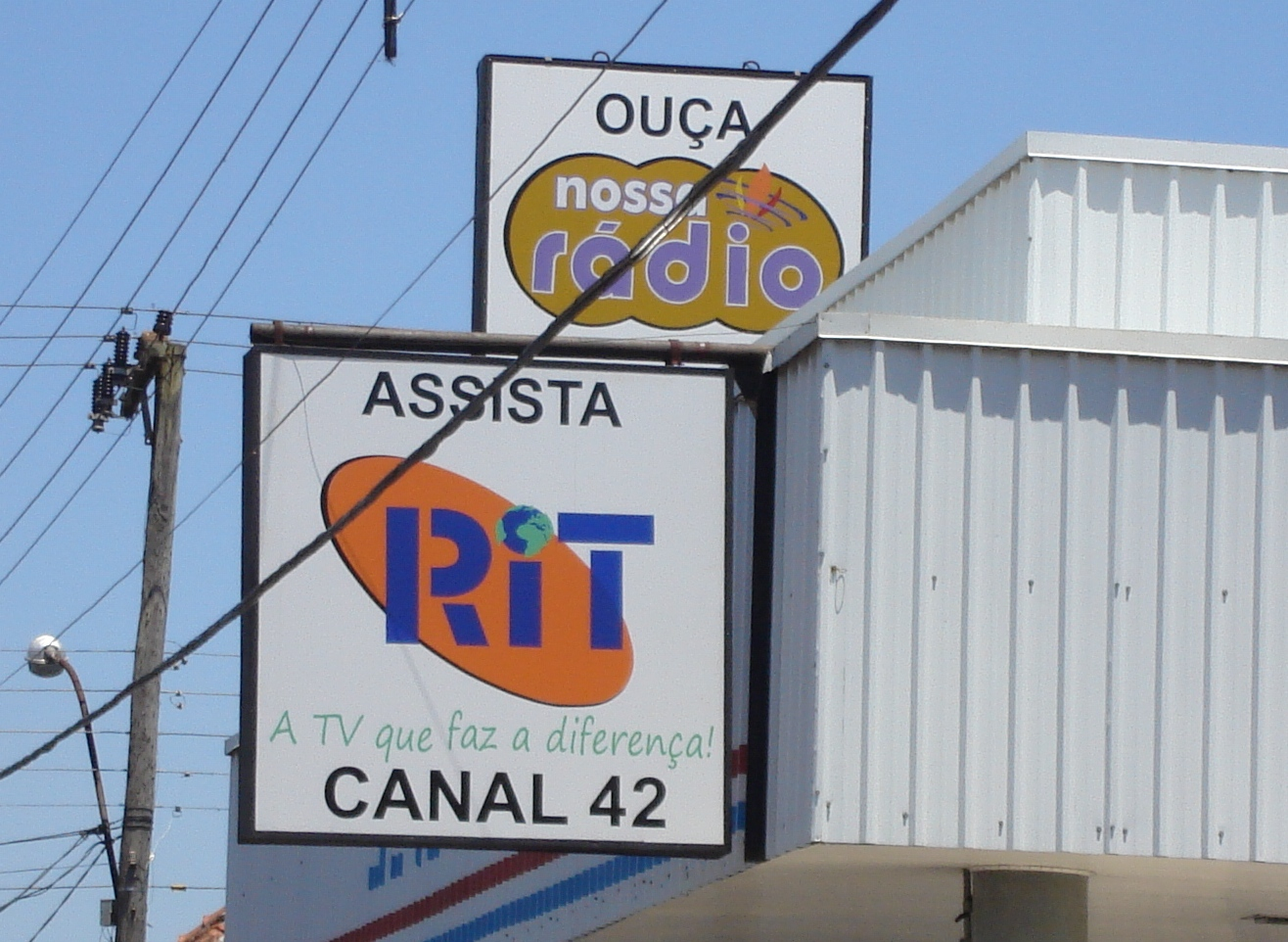
Propaganda da Nossa Rádio e da RIT.

- Rede Bandeirantes (2003–2021; 2022–2023; 2024–atualmente)
- Nossa Rádio[25]
- Terraviva[26]
- RIT
- RedeTV!
- TV Guanandi (Band)
- SBT MS (SBT)[27]
- Rede Massa (SBT)[28]
- TV Pampa (RedeTV!)[29]

### TV por assinatura
Todas as transmissões do programa em TVs por assinatura acontecem naquelas que possuem a RIT, Band e a RedeTV!.

## Audiência
Em Miami, o Show da Fé está desde 2010, e é recorde de audiência, estando a frente de canais seculares como Fox e NBC. Já no Brasil, enquanto a Rede Globo alcança média acima dos 30 pontos, o Show da Fé não alcança nem dois. No dia 4 de março de 2014, a média de audiência da edição do programa Show da Fé na Band alcançou 1.9 pontos segundo dados do IBOPE, sendo que cada ponto equivale a 65 mil domicílios na Grande São Paulo.
No dia 13 de abril de 2023, o programa Show da Fé, apresentado pelo missionário R.R. Soares, obteve maior audiência que o telejornal RedeTV! News. O telejornal da RedeTV! encerrou sua transmissão com 0,2 pontos de audiência, enquanto o Show da Fé alcançou 0,6 pontos.

## Abertura
A música "Seguindo a Jesus", conhecida popularmente por "Estou Seguindo a Jesus Cristo", foi desde o início a abertura do programa. É interpretada por R. R. Soares num estilo country rock.
Foi composta na Índia, baseada nas palavras de um homem que se converteu ao cristianismo através de um missionário. O homem era membro de uma aldeia e foi fortemente desencorajado pelo chefe por sua nova religião. Enquanto cantava a canção, ele e sua família foram executados. A música se popularizou nos EUA e faz parte do hinário da Igreja Adventista do Sétimo Dia.

## O apresentador
Romildo Ribeiro Soares, o R. R. Soares, nasceu em 1947 em Muniz Freire, no Espírito Santo. Fundou a IIGD em 9 de junho de 1980. Tornou-se o campeão de aparições na televisão ao ter um total de 100 horas por semana de programação nas emissoras de alcance nacional, mas perdeu a posição de liderança para Valdemiro Santiago, de outra denominação. Também é cantor e compositor.

## Produção
| Ordem                 | Nome               |
| --------------------- | ------------------ |
| Coordenação           | Tayane Arruda      |
| Produção              | Ingrid Cruz        |
| Produção              | Barbara C. Grifoni |
| Produção              | Caio Xavier        |
| Produção              | Isabella Aleixo    |
| Produção              | Gabrielle Bastos   |
| Edição e pós-produção | Priscila Soares    |
| Edição e pós-produção | Paulo Junior       |
| Edição e pós-produção | Mateus Januário    |
| Edição e pós-produção | Fabiano Diaz       |
| Edição e pós-produção | Wallace Medeiros   |
| Edição e pós-produção | Vinícius Celestino |
| Reportagem            | Jussara Costa      |
| Reportagem            | Caroline Fernandes |
| Reportagem            | Eric Rubino        |
| Direção geral         | R. R. Soares       |